# 첨필

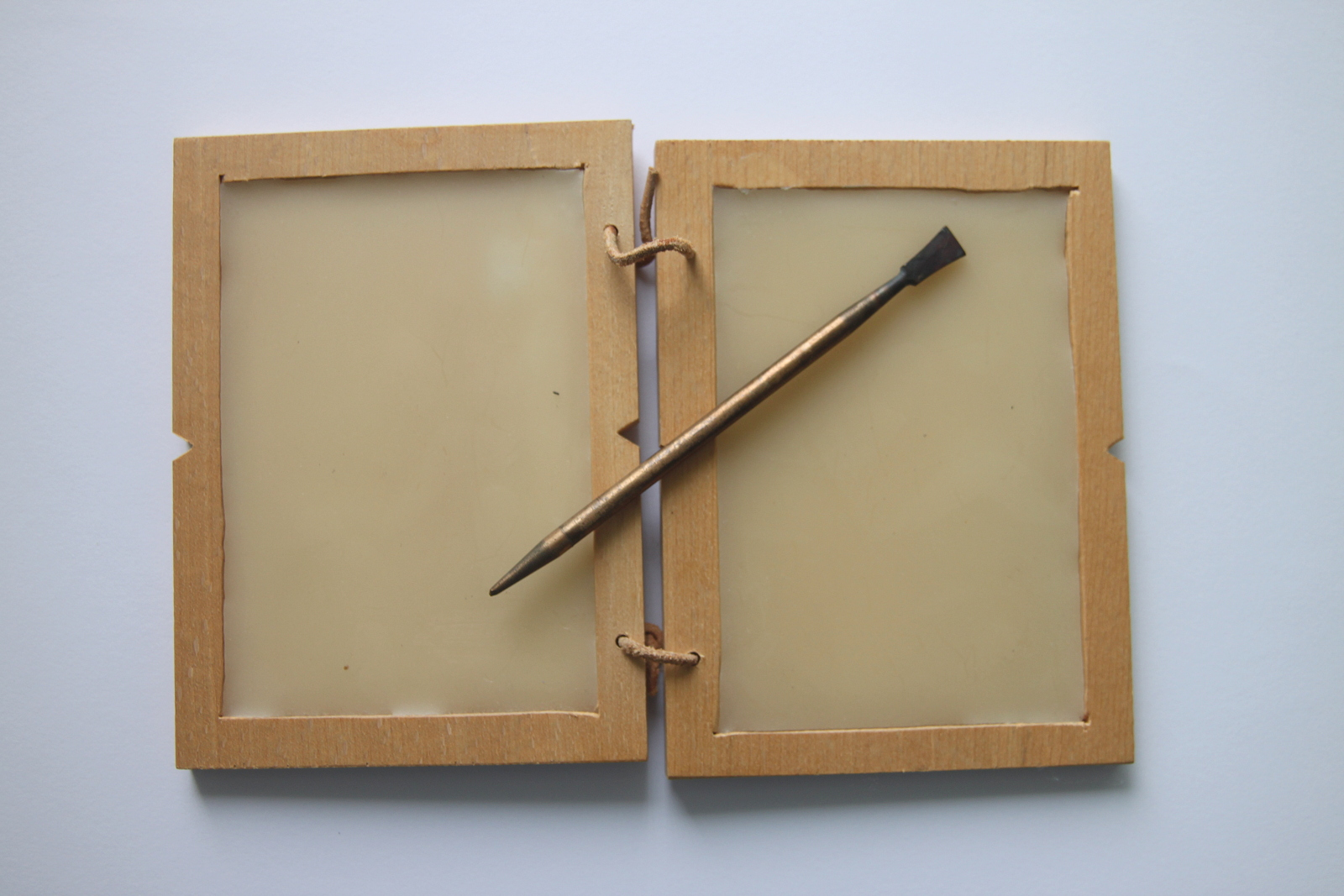
로마 시대의 밀랍 서판과 첨필.

첨필(尖筆, Stylus)은 점토나 왁스판 위에 글자를 쓸 수 있도록 고안된 딱딱한 침 모양의 필기구이다. 그래픽 태블릿이나 터치스크린에 사용되는 펜도 일종의 첨필이라고 할 수 있다. 첨필은 볼펜과 비슷하게 길쭉한 모양새를 하는 것이 보통이다.

## 역사

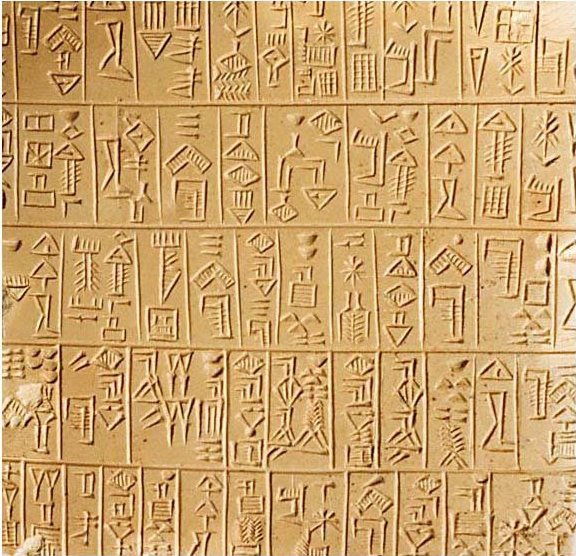
기원전 26세기 무렵 수메르의 쐐기 문자

고대 로마에서는 왁스판 위에 글자를 새길 수 있도록 고안한 뾰족한 필기구를 스틸루스(stilus)라고 불렀다. 첨필을 필기구로 사용한 가장 오래된 예는 쐐기 문자를 사용한 메소포타미아 문명이다. 메소포타미아에서는 첨필을 이용하여 점토판 위에 쐐기 모양의 기호로 문자를 기록하였다.
나무로 된 왁스판과 첨필은 종이가 없거나 매우 귀하던 시절 썼다 지우기를 반복할 수 있는 유용한 도구였고, 중세 유럽에서도 계속하여 사용되었다. 중세 시기 첨필은 대개 뼈를 이용하여 만들었다. 왁스판은 19세기 중반까지도 상거래 등에서 간단한 메모를 남기기 위해 사용되었다.
오늘날에도 첨필은 여러 분야에서 사용된다. 시각 장애인을 위한 문자인 점자는 두꺼운 종이 위에 점자판을 대고 첨필을 이용하여 쓸 수 있다.

## 전자 기기

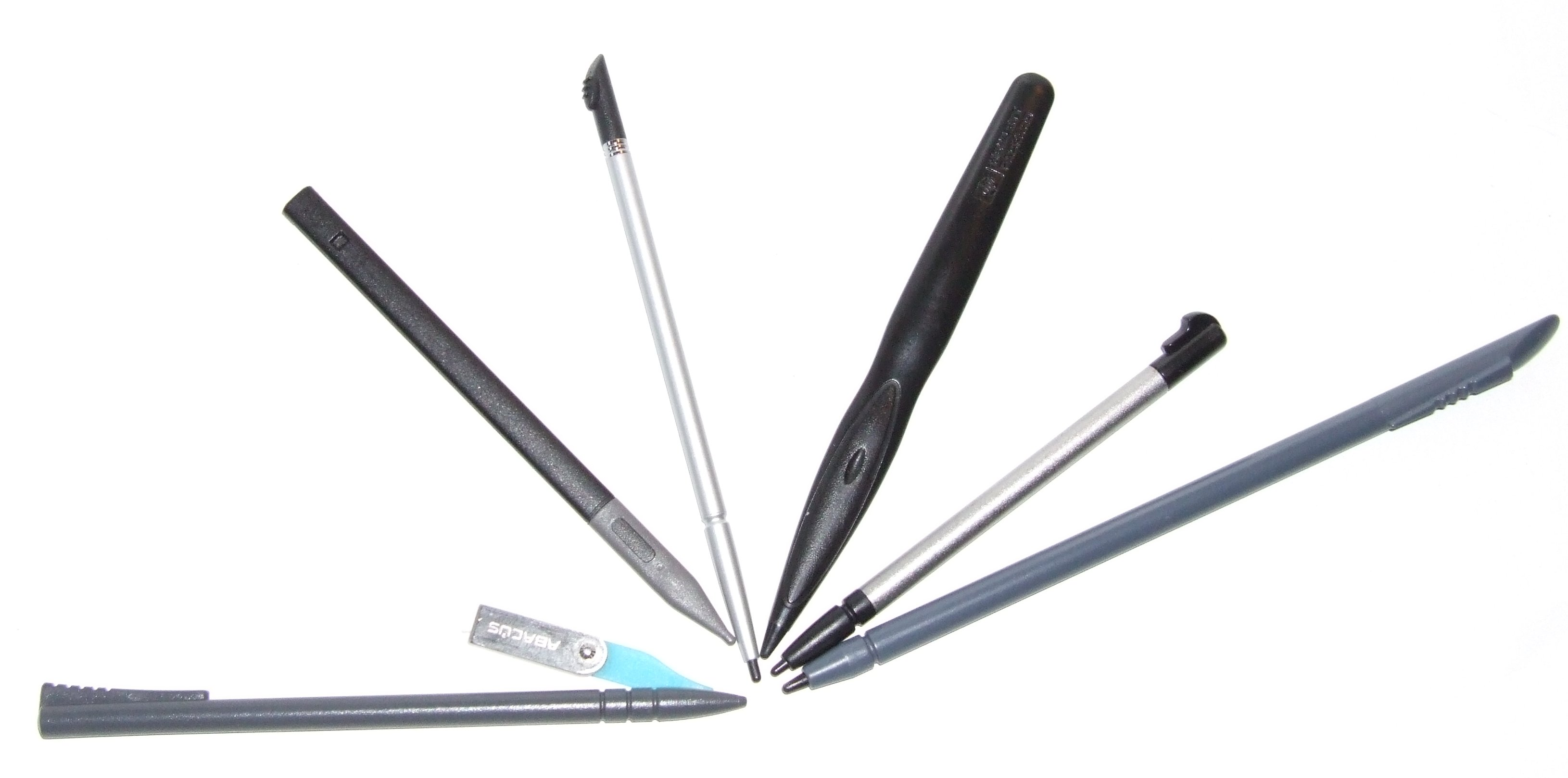
여러 가지 스타일러스. 왼쪽부터 PalmPilot Professional, Fossil Wrist PDA, Nokia 770, Audiovox XV6600, HP Jornada 520, Sharp Zaurus 5500, Fujitsu Lifebook P-1032

그래픽 태블릿은 전자기력에 반응하는 판과 그 위에서 압력에 따라 발생하는 전자기력의 세기를 조절할 수 있는 첨필로 구성된다. 태블릿의 판은 컴퓨터 모니터와 대응이 되도록 조절되며 사용자는 첨필을 입력장치로 사용하여 여러 가지 작업을 할 수 있다. 그래픽 태블릿은 웹툰과 같은 이미지 작업에서 많이 사용되고 있다. 컴퓨터나 전자기기를 작동하는데 쓰이는 첨필은 전자펜, 스타일러스 펜, 스타일러스 등 여러 가지 이름으로 불린다.

## 필기 이외의 분야
토머스 에디슨은 얇은 주석판에 첨필로 소리의 파형을 새긴 뒤 재생하는 축음기를 발명하였다.
도예에서는 도기나 자기에 홈을 파거나 문양을 넣는 도구를 첨필이라고 부른다.

## 같이 보기
- 펜의 종류, 상표, 제조사 목록